# Kate Ziegler
Kate Ziegler, född 27 juni 1988 i Fairfax i Virginia, är en amerikansk simmare. Hon tävlar huvudsakligen på de längre sträckorna och har vunnit både 800 meter och 1 500 meter vid två världsmästerskap i rad.